# Symfonische dansen (Aho)
De Finse componist Kalevi Aho voltooide zijn Symfonische dansen in 2001.

## Geschiedenis
Deze symfonische dansen maken deel uit van de lange geschiedenis van een van de frustrerendste composities binnen de Finse klassieke muziek. Het begin is terug te voeren op componist Uuno Klami, een componist die tijdens zijn leven niet erg gewaardeerd werd, maar veel later juist wel. Klami was begonnen aan het schrijven van muziek bij het ballet Wervelingen. Hij kon maar een gedeelte afronden voordat het werk letterlijk geheel uit zicht verdween. Pas veel later in de jaren 80 werden delen teruggevonden, maar van een complete compositie was geen sprake. Zelfs een compleet deel was er niet of werd niet als zodanig teruggevonden. Aho was destijds aan het werk met een biografie van Klami, een buitenbeentje in de Finse muziek. Voorts onderzocht hij het verband tussen de Finse muziek in het algemeen en haar band met de Kalevala (Wervelingen is gebaseerd op dat verhaal). Diverse pogingen werden ondernomen om het totale ballet op het toneel te krijgen. Daarbij was niet alleen het onvoltooide werk een struikelblok, ook theaterdirecteuren frustreerden de voltooiing. Eerst wilden ze het wel opvoeren en later weer niet. Aho ging ondertussen gewoon door in zijn poging de muziek van Akte I te orkestreren en de muziek van Akte II te schrijven. Klami had echter in zijn muziek voor Akte I al aangegeven hoe de muziek voor Akte III eruit zou zien. Het zou uit vijf delen moeten bestaan. 
Klami schreef na afronding van de Wervelingen Suites ook de initiële muziek voor Akte III met de bedoeling dat als balletmuziek af te ronden. Door de weigering van het theater waarin het opgevoerd zou worden, werd het geen balletmuziek, maar "gewone" concertmuziek. De naam Symfonische dansen lag dus voor de hand. Het werk kreeg haar concertpremière op 6 december 2001 door het Symfonieorkest van Lahti onder leiding van Osmo Vänskä (een promotor van de muziek van Aho).

## Muziek
Als gevolg van de bindingen met het originele werk, kon Aho niet zijn eigen componeerstijl hanteren. Er moest een werk ontstaan dat in de voetsporen paste van de muziek van Klami, die er in afwijking van de Sibeliusstroming grotendeels een stijl op na hield van de Franse impressionisten als Maurice Ravelen Claude Debussy. Daarentegen is er dan het heldhaftige verhaal van de Kalevala met zijn wapengekletter, dat niet direct aansluit bij de stijl van Klami. Aho rondde zijn werk af met een vierdelige suite:
1. Prelude, deze grijpt deels terug op de gereconstrueerde muziek van Akte I
2. De terugkeer van het vuur  en dans (Liekkin paluu ja tansi) is maar voor een klein deel terug te brengen op Klami's muziek; het betreft een dans bij de omsmelting naar een ploeg, Ilmarinen danst met de ploeg.
3. Groteske dans (Groteski tanssi) is de dans die wordt gevoerd als Ilmarinen met zijn ploeg aan het werk gaat; goblins en wouddieren dansen mee en dat zorgt ervoor dat zelf de slapende duivelseland wakker wordt.
4. Dansen van wind en vuren (Tuulien ja tulien tanssi) is een samentrekking van de twee slotdeeltjes, die alleen in het hoofd van Klami achterbleven; Aho vond het beter de dansen van de winden (samenstromen van winden om de smederij gaande te houden) en de vuren samen te voegen, zodat er in zijn ogen/oren een beter slot ontstond.

### Orkestratie
- 3 dwarsfluiten, 3 hobo's, 3 klarinetten, 3 fagotten
- 4 hoorns, 3 trompetten, 3 trombones, 1 tuba
- pauken, 2  man/vrouw percussie, 1 harp, 1 piano/celesta
- violen, altviolen, celli, contrabassen

## Discografie
- Uitgave BIS Records: Symfonieorkest van Lahti o.l.v. Vänskä uit januari 2002 (vlak na de première dus